# David Sedaris
David Raymond Sedaris (Binghamton, 26 dicembre 1956) è un umorista e scrittore statunitense.
In molti dei suoi libri autoironizza sulla propria vita, raccontandosi in maniera goliardica ed esagerata, tanto che i suoi libri, pur autobiografici, sono stati definiti romanzi (fiction).

## Biografia
Nasce a Binghamton (NY), in una famiglia numerosa (è il secondo di sei figli); il padre è greco, di religione ortodossa, la madre anglo-americana di religione protestante. Dopo un'infanzia vissuta in un sobborgo di Raleigh (Carolina del Nord), si iscrive alla Kent State University, ma la lascia per l'istituto d'arte di Chicago dove si diploma nel 1987. 
Svolge lavori  umili ma è notato dal conduttore radiofonico di Chicago Ira Glass, che lo invita alla sua trasmissione The Wild Room. Il 23 dicembre 1992 debutta alla National Public Radio narrando i suoi SantaLand Diaries ("I diari del paese di Babbo Natale"), prendendo spunto dalla propria vita: aveva anche lavorato sotto Natale come elfo nei grandi magazzini Macy's . Nel 1994 pubblica il suo primo libro Barrel Fever (raccolta di saggi), che lo impone come umorista umano e feroce. Nel 1998 la raccolta di saggi Naked vince il Randy Shilts Award. 
Nel dicembre 2008 Sedaris riceve un dottorato onorario dalla Binghamton University. 
Si divide tra radio e libri, con  puntate nel campo teatrale: ha scritto alcuni pezzi insieme alla sorella Amy Sedaris, attrice, con il nome "The Talent Family". 
Nel 2014 ha partecipato al film documento di David Thorpe sugli stereotipi dei discorsi dei gay.

## Vita personale
È fratello della comica e attrice Amy Sedaris, sua frequente collaboratrice, con la quale ha infatti scritto molti spettacoli teatrali.
David Sedaris ha vissuto per un certo periodo a Parigi, "per poter fumare in santa pace", dopo essere fuggito da New York a causa del divieto di fumo in vigore negli Stati Uniti. Si definisce un anti-proibizionista.
A partire dal 2019, Sedaris vive a Rackham, nel West Sussex, in Inghilterra, con il suo partner di lunga data, il pittore e scenografo Hugh Hamrick, che spesso menziona nelle sue storie.

## Opere
- Ciclopi (Barrel Fever, Naked),  traduzione di Francesco Salvi, Collezione Strade blu, Milano, Mondadori, 2003, ISBN 978-88-045-0617-1.
- Holidays on Ice, traduzione di Matteo Colombo, Collezione Oscar Piccola biblioteca, Milano, Mondadori, 2003, ISBN 978-88-045-2236-2.
- Me parlare bello un giorno (Me Talk Pretty One Day), traduzione di Matteo Colombo, Collezione Strade blu, Milano, Mondadori, 2004, ISBN 978-88-045-2464-9.
- Diario di un fumatore (Barrel Fever, Naked),  traduzione di Matteo Colombo, Collezione Strade blu narrativa, Milano, Mondadori, 2007, ISBN 978-88-045-6771-4.
- Mi raccomando tutti vestiti bene (Dress Your Family in Corduroy and Denim, 2004), traduzione di Matteo Colombo, Collezione Strade blu narrativa, Milano, Mondadori, 2006, ISBN 978-88-045-4460-9.
- Quando siete inghiottiti dalle fiamme (When You Are Engulfed in Flames, 2008),  traduzione di Matteo Colombo, Collezione Strade blu, Milano, Mondadori, 2009, ISBN 978-88-045-8896-2.
- Bestiole e bestiacce (Squirrel Seeks Chipmunk: A Modest Bestiary, 2010), traduzione di Matteo Colombo, illustrazioni di Ian Falconer, Milano, Mondadori, 2011
- Esploriamo il diabete con i gufi (Let's Explore Diabetes with Owls, 2013), traduzione di Matteo Colombo, illustrazioni di Emily Burns, Collezione Strade blu, Milano, Mondadori, 2014, ISBN 978-88-046-4068-4.
- Ragazzi, che giornata! Diari 1977-2002 (Theft by Finding: Diaries, 1977-2002, 2017), traduzione di Matteo Colombo, Collezione Scrittori italiani e stranieri, Milano, Mondadori, 2018, ISBN 978-88-046-8959-1.
- Calypso, traduzione di Matteo Colombo, Collezione Scrittori italiani e stranieri, Milano, Mondadori, 2019, ISBN 978-88-047-1160-5.
- Cuor contento il ciel lo aiuta, Mondadori 2023, traduzione di Gianni Pannofino, ISBN 978-8804770855